# OpenEXR
OpenEXR er et billedfilformat med højt dynamikområde, frigivet som en åben standard sammen med en samling software værktøjer skabt af Industrial Light and Magic (ILM) der ejes af Lucasfilm. OpenEXR er frigivet under en fri software licens der ligner BSD-licensen.
OpenEXR er bemærkelsesværdig ved at understøtte 16-bits-per-kanal flydende talsværdier, med en bit til at repræsentere fortegnet, fem bits til at repræsentere eksponenten, og 10-bit mantissa. Dette muliggør et dynamikområde på over 30 eksponering f-stop. 
OpenEXR er direkte understøtte af Artizen HDR, Combustion, Blender (gratis og open source), CinePaint, Cinelerra (gratis, understøtter renderfarm og open source), Houdini, Lightwave, modo, Adobe After Effects 7 Professional, Mental Ray, PRMan, Digital Fusion, Nuke, Toxik, Shake, Photoshop CS2, CINEMA 4D og Pixel Image Editor. OpenEXR er også understøttet af Cg og Mac OS X fra version 10.4.
Både tabsfri datakompression og ikke-tabsfri kompression med det nævnte høje dynamikområde understøttes.

## OpenEXR oversigt
For en fuld teknisk introduktion af OpenEXR, se venligst den tekniske introduktion der er tilgængelig på OpenEXR.org websitet.

OpenEXR, eller kortere EXR, er et dybt rasterformat udviklet af ILM og formatet er meget bredt brugt i CG industrien, både til visuelle effekter og animation. 

### Historie
OpenEXR begyndte sit liv på ILM i 1999. I 2003 blev OpenEXR frigivet til offentligheden.

### Komprimeringsmetoder
Der er 3 indbyggede generelle typer af tabsfri kompressioner i OpenEXR, med 2 forskellige metoder af Zip kompression. For de fleste billeder uden gryning, ser de 2 Zip kompressionsmetoder ud til at være bedst, mens PIZ kompressionsalgoritmen er bedre egnet til grynede billeder. Der er følgende muligheder:
NoneIngen kompression.
Run Length Encoding (RLE)Denne metode svarer til Targa filer.
Zip (per scanlinje)Zip lignende kompression.
Zip (16 scanlinje blokke)Zip lignende – normalt mest effektive metode.
PIZ (Wavelet-kompression)Denne anvender den nye kombinerede wavelet / Huffman kompression.
PXR24 (24 bit datakonvertering og derefter zip lignende kompression).
B44.
B44A.

### Credits
Fra OpenEXR.org's tekniske introduktion:
The ILM OpenEXR file format was designed and implemented by Florian Kainz, Wojciech Jarosz, and Rod Bogart. The PIZ compression scheme is based on an algorithm by Christian Rouet. Josh Pines helped extend the PIZ algorithm for 16-bit and found optimizations for the float-to-half conversions. Drew Hess packaged and adapted ILM's internal source code for public release and maintains the OpenEXR software distribution. The PXR24 compression method is based on an algorithm written by Loren Carpenter at Pixar Animation Studios.

## Udvikling med OpenEXR
OpenEXR biblioteket er blevet udviklet i C++ og er tilgængelig i kildekode og diverse binære formater – f.eks. til Windows, Mac OS X og Linux. 
Fra og med version 1.3.0, frigivet d. 8. juni 2006, understøtter OpenEXR flertrådet læsning og skrivning. Flertrådet læsning og skrivning giver højere ydelse af systemer med flere kerner eller CPUer. OpenEXR håndterer læsning og skrivning med hjælp af en trådpulje.
Der er eksempler på billeder her.